# عشیرة
عشیرة (به عربی: عشیرة) یک منطقهٔ مسکونی در عربستان سعودی است که در استان مدینه واقع شده‌است.